# Santa Lucía (Ilocos Sur)
Santa Lucía (Bayan ng  Santa Lucia) es un municipio filipino de tercera categoría perteneciente a  la provincia de Ilocos del Sur en la Región Administrativa de Ilocos, también denominada Región I.

## Barangays
Santa Lucía se divide, a los efectos administrativos, en 36  barangayes o barrios, conforme a la siguiente relación:
| - Alincaoeg - Angkileng (Población) - Arangin - Ayusan (Población) - Banbanaba - Bao-as - Barangobong (Población) - Buliclic - Burgos (Población) - Cabaritan - Catayagan - Conconig East | - Conconig West - Damacuag - Lubong - Luba - Nagrebcan - Nagtablaan - Namatican - Nangalisan - Palali del Norte - Palali del Sur - Paoc del Norte - Paoc del Sur | - Paratong - Pila del Este - Pila del Oeste - Quinabalayangan - Ronda - Sabuanan - San Juan - San Pedro - Sapang - Suagayan - Vical - Bani |